# BVA BikeMedia
Die BVA BikeMedia GmbH ist ein deutscher Special-Interest-Verlag. Als Tochtergesellschaft der Bielefelder Gundlach Holding GmbH publiziert der Verlag Magazine, Bücher, Radwanderkarten und Faltkarten-Serien zum Thema Fahrrad.

## Geschichte
Der Verlag hat seinen Sitz in Ismaning bei München und wurde am 1. Januar 2011 als Unternehmen der Gundlach Gruppe gegründet. Die Geschäftsführer sind Paul von Schubert, Hartmut Ulrich und Nico Martin. Die BVA BikeMedia GmbH übernahm mit ihrer Gründung alle Publikationen aus dem Bereich Radsport, die bis zu diesem Zeitpunkt beim BVA Bielefelder Verlag erschienen sind.

## Publikationen
Der Verlag publiziert Radwanderkarten und Radreiseliteratur für Regionen innerhalb Deutschlands sowie des Europäischen Auslandes. Die Publikationen erscheinen größtenteils in enger Zusammenarbeit mit dem ADFC. Die Redaktion der BVA Bücher und Karten sitzt in Bielefeld.
Neben den Büchern und Karten publiziert der Verlag folgende Magazine:
- RennRad,
- ElektroRad,
- Radfahren,
- RadSport,
- RadMarkt